# Dima Hasao
Dima Hasao (Assamesisch: ডিমা হাছাও Ḍimā Hāchāo [ˈdima ˈhasaʊ]; bis 2010 North Cachar Hills) ist ein Distrikt im indischen Bundesstaat Assam. Verwaltungssitz ist der Ort Haflong. Dima Hasao gehört zu den von den sogenannten Stammesvölkern (tribals) besiedelten Teilen Assams: Über zwei Drittel der Einwohner des Distrikts sind Angehörige indigener Völker, hauptsächlich Dimasa, Naga und Kuki. Aufgrund dessen besitzt Dima Hasao den Status eines autonomen Distrikts.

## Geografie

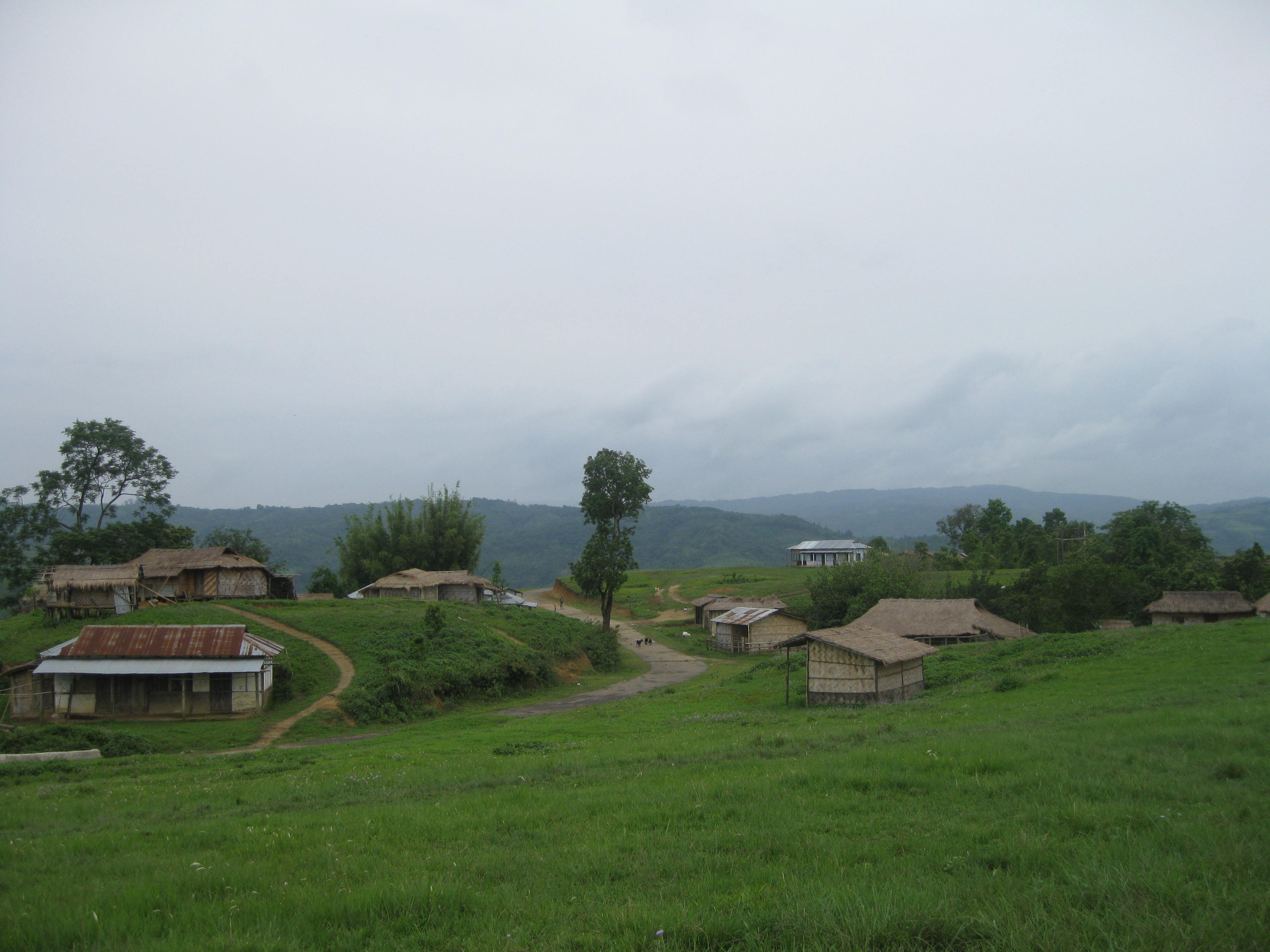
Landschaft beim Dorf Khobak im Distrikt Dima Hasao

Der Distrikt Dima Hasao liegt im Süden Assams an der Grenze zu den Bundesstaaten Nagaland, Manipur und Meghalaya. Nachbardistrikte sind Karbi Anglong und Nagaon (Assam) im Norden, Peren (Nagaland) im Nordosten, Tamenglong (Manipur) im Südosten, Cachar (Assam) im Süden sowie Jaintia Hills (Meghalaya) im Westen. Die Fläche des Distrikts beträgt 4.853 Quadratkilometer. Damit ist er flächenmäßig der drittgrößte Distrikt Assams.
Der gesamte Distrikt ist bergig und zerklüftet. Er wird von den Barail-Bergen eingenommen, welche die Brahmaputra-Ebene im Norden und das Barak-Tal im Süden voneinander trennen. Die höchsten Berge sind der Jhingtubum (1867 Meter), Nairakula (1422 Meter) und Hemelowa (1367 Meter). Die meisten Erhebungen erreichen 600–900 Meter. In der Nähe von Haflong ist der Abbruch zum Shillong-Plateau sehr deutlich und abrupt. Die wichtigsten Flüsse sind der Kapili, ein Nebenfluss des Brahmaputra, mit seinen Zuflüssen Diyung und Mahur sowie der Jatinga, der nach Süden zum Surma fließt.
Südlich der Distriktshauptstadt Haflong tritt während der Monsunmonate das Phänomen eines massenhaften Vogel-„Selbstmordes“ auf. Die Tiere stürzen in mondlosen Nächten durch den Nebel auf den Talboden von Jatinga. Die Jaintia (Synteng), seit 1905 im Tal, sahen die Vögel als Gottesgeschenk und töteten sie. Dieser Vogelmord ging nach Protestaktionen von Ornithologen um 40 Prozent zurück. Indische Wissenschaftler erklären das Phänomen durch heftige Winde und durch Veränderungen des Magnetfeldes im Talwasser infolge des Monsuns, sodass die Vögel, etwa 44 Arten, die Orientierung verlieren und Lichtquellen anfliegen.

## Geschichte

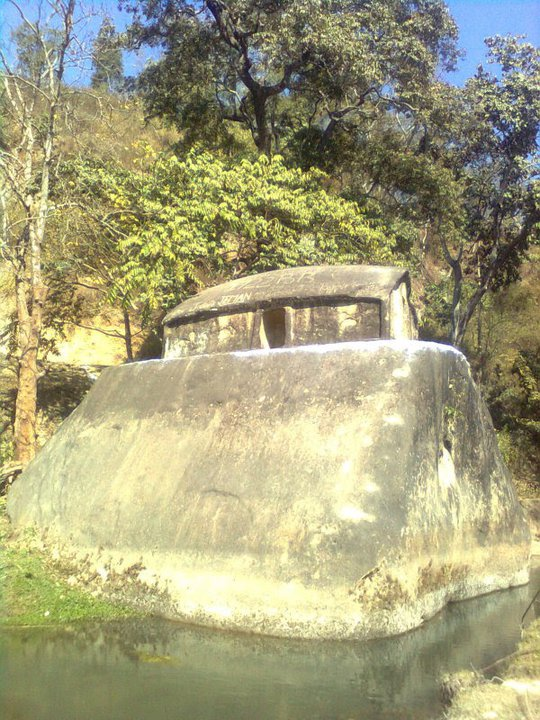
Der Felstempel in Maibong stammt aus der Zeit des Kachari-Königreichs

Das Gebiet des Distrikts Dima Hasao war in früheren Zeiten Teil des Kachari-Königreichs. Die Kachari-Rajas, die zur ethnische Gruppe der Dimasa gehörten, hatten ihre Hauptstadt ursprünglich weiter nördlich in Dimapur. Nach der Eroberung Dimapurs durch die Ahom zogen sich die Besiegten in das Gebirgsland zurück und wählten das im heutigen Distrikt Dima Hasao gelegene Maibong als neue Hauptstadt. 1706 wurde auch Maibong vom Ahom-Herrscher Rudra Singh eingenommen. Daraufhin überquerten die Kacharis die Barail-Berge und ließen sich in der Ebene um Khaspur nieder. 1790 bekannte sich die Herrscherfamilie zum Hinduismus. 1819 eroberte das westwärts expandierende Birma das Kachari-Königreich und zwangen dessen Herrscher Gobind Chandra zur Flucht. Nachdem die Briten, die mittlerweile über Bengalen herrschten, die Birmaner im Ersten Anglo-Birmanischen Krieg (1824–1826) besiegt hatten, setzten sie Gobinda Chandra wieder ein. Nachdem dieser 1830 ohne Erben gestorben war, fiel sein Herrschaftsgebiet 1832 gemäß der Doctrine of Lapse an die Briten. Der Nordteil des ehemaligen Königreiches stand unterdessen unter der Kontrolle eines Usurpators namens Tularam. 1854 wurde auch dieses Gebiet von den Briten annektiert.
Das neuerworbene Gebiet wurde als Distrikt Cachar in die Provinz Assam Britisch-Indiens eingegliedert. Dem heutigen Distrikt Dima Hasao entsprach dabei die 1880 eingerichtete Subdivision North Cachar. Nach der indischen Unabhängigkeit wurde das Gebiet 1951 aus dem Distrikt Cachar gelöst und zusammen mit Teilen der Distrikte Sivasagar, Nagaon und Khasi and Jaintia Hills zum Distrikt United Mikir and North Cachar Hills zusammengelegt. Dieser wurde 1970 wiederum in die Distrikte Mikir Hills (seit 1976 Karbi Anglong) und North Cachar Hills geteilt. 2010 wurde der Distrikt North Cachar Hills nach der größten Volksgruppe der Dimasa in Dima Hasao umbenannt. Dies führte zu Protesten der Nicht-Dimasa-Bevölkerung, die forderte, den Dimasa-dominierten Teil als separaten Distrikt abzuspalten.

## Bevölkerung
Nach der Volkszählung 2011 hat der Distrikt Dima Hasao 214.102 Einwohner. Bei 44 Einwohnern pro Quadratkilometer ist der Distrikt sehr dünn besiedelt. Der Distrikt ist überwiegend ländlich geprägt. Von den 214.102 Bewohnern wohnen 151.613 Personen (70,81 %) auf dem Land und 62.489 Menschen in städtischen Gemeinden.
Der Distrikt Dima Hasao gehört zu den Gebieten Indiens, die in hoher Zahl von Angehörigen der „Stammesbevölkerung“ (scheduled tribes) besiedelt sind. Zu ihnen gehörten (2011) 151.843 Personen (70,92 Prozent der Distriktsbevölkerung). Dies ist der höchste Anteil im Bundesstaat Assam. Es gibt nur 4.337 Dalits (scheduled castes; 2,03 Prozent der Distriktsbevölkerung) im Distrikt.
Die Bevölkerung besteht mehrheitlich aus Leuten, die im Distrikt geboren wurden. Von den Bewohnern sind 188.386 Personen (87,99 Prozent der Bewohner) im Distrikt geboren. Insgesamt 5.444 Personen wurden in anderen indischen Bundesstaaten geboren (darunter 1.181 Personen in Meghalaya, 884 Personen in Bihar, 786 Personen in Manipur, 774 Personen in Tripura und 399 Personen in Nagaland). Von den 503 im Ausland geborenen Personen sind 297 aus Nepal und 112 aus Bangladesch.

### Bevölkerungsentwicklung
Wie überall in Indien wächst die Einwohnerzahl im Distrikt Dima Hasao seit Jahrzehnten stark an. Die Zunahme betrug in den Jahren 2001–2011 13,8 Prozent (13,84 %). In diesen zehn Jahren nahm die Bevölkerung um rund 26.000 Menschen zu. Die Entwicklung verdeutlicht folgende Tabelle:

### Bedeutende Orte
Im Distrikt gibt es insgesamt vier Orte, die als Städte (towns und notified towns) gelten.

### Bevölkerung des Distrikts nach Geschlecht
Der Distrikt hatte – für Indien üblich – stets mehr männliche als weibliche Einwohner. Doch bis in die jüngste Zeit war der Männerüberhang selbst für indische Verhältnisse überdurchschnittlich hoch. Bei den jüngsten Bewohnern (32.414 Personen unter 7 Jahren) liegen die Anteile bei 16.480 Personen männlichen (50,84 Prozent) zu 15.934 Personen (49,16 Prozent) weiblichen Geschlechts.
| Verteilung der Bevölkerung nach Geschlecht im Distrikt Dima Hasao |                   |                   |                   |                   |                   |                   |                   |                   |                   |                   |                   |                   |
|                                                                   | Volkszählung 1961 | Volkszählung 1961 | Volkszählung 1971 | Volkszählung 1971 | Volkszählung 1981 | Volkszählung 1981 | Volkszählung 1991 | Volkszählung 1991 | Volkszählung 2001 | Volkszählung 2001 | Volkszählung 2011 | Volkszählung 2011 |
| Anzahl                                                            | Anteil            | Anzahl            | Anteil            | Anzahl            | Anteil            | Anzahl            | Anteil            | Anzahl            | Anteil            | Anzahl            | Anteil            |                   |
| GESAMT                                                            | 54.319            | 100 %             | 76.047            | 100 %             | –                 | -                 | 150.801           | 100 %             | 188.079           | 100 %             | 214.102           | 100 %             |
| Männer                                                            | 29.087            | 53,55 %           | 41.314            | 54,33 %           | –                 | −                 | 81.196            | 53,84 %           | 99.822            | 53,07 %           | 110.802           | 51,75 %           |
| Frauen                                                            | 25.232            | 46,45 %           | 34.733            | 45,67 %           | –                 | −                 | 69.605            | 46,16 %           | 88.257            | 46,93 %           | 103.300           | 48,25 %           |

### Volksgruppen
In Indien teilt man die Bevölkerung in die drei Kategorien general population, scheduled castes und scheduled tribes ein. Die scheduled castes (anerkannte Kasten) mit (2011) 4.337 Menschen (2,03 Prozent der Bevölkerung) werden heutzutage Dalit genannt (früher auch abschätzig Unberührbare betitelt). Die scheduled tribes sind die anerkannten Stammesgemeinschaften mit (2011) 151.843 Menschen (70,92 Prozent der Bevölkerung), die sich selber als Adivasi bezeichnen. Zu ihnen gehören in Assam 23 Volksgruppen. Die Hauptgruppen sind die Dimasa (74.502 Personen oder 34,80 % der Distriktsbevölkerung), Kuki (24.079 Personen oder 11,25 % der Distriktsbevölkerung), Naga (20.832 Personen oder 9,73 % der Distriktsbevölkerung), Hmar (15.070 Personen oder 7,04 % der Distriktsbevölkerung), Karbi (9.296 Personen oder 4,34 % der Distriktsbevölkerung) und Khasi (3.722 Personen oder 1,74 % der Distriktsbevölkerung). Die Anteile der scheduled tribes sind in allen Circles sehr hoch. Die Höchstzahl erreicht sie in der Subdivision Mahur, wo 28.956 Adivasi (85,52 % der dortigen Bevölkerung oder) leben. Der tiefste Wert erreicht mit 64,19 % der dortigen Einwohnerschaft die Subdivision Haflong.

### Bevölkerung des Distrikts nach Sprachen
Unter der Stammesbevölkerung sind verschiedene tibetobirmanische Sprachen verbreitet. Als Verkehrssprache zwischen den verschiedenen Stämmen dient eine Pidgin-Sprache auf Basis des Hindi, Haflong Hindi genannt. Amtssprache ist das Assamesische, die Hauptsprache Assams.
Dimasa ist die weitverbreitetste Sprache im Distrikt. Mehrheitssprache ist sie allerdings nur im Zilla Maibong mit 72,25 Prozent der Bevölkerung. In den drei anderen Zillas liegt der Anteil zwischen 9,57 Prozent in Mahur und 34,91 Prozent in Umrangso.
An zweiter Stelle liegt Bengali. Der Anteil dieser Sprache liegt zwischen 4,43 Prozent im Zilla Mahur und 16,22 Prozent im Zilla Haflong.
Sprachlich sehr gemischt ist die Zilla Mahur. Hauptsprache ist dort Zemi mit 37,54 Prozent der Bevölkerung – gefolgt von Hmar mit 19,60 Prozent der Bevölkerung und Kuki mit 16,83 Prozent der Bevölkerung. Im Zilla Umrangso sind Karbi/Mikir (18,76 Prozent der Bevölkerung) und Nepali (12,46 Prozent der Bevölkerung) stark vertreten. Im Zilla Haflong sind Hmar mit 12,23 Prozent der Bevölkerung und Nepali mit 6,96 Prozent der Bevölkerung bedeutende Minderheitensprachen. Und im Distrikt Maibong spricht 12,82 Prozent der Bevölkerung Bengali als Muttersprache. Die meistgesprochenen Sprachen zeigt die folgende Tabelle:
| Jahr                                   | Dimasa | Dimasa | Bengali | Bengali | Zemi   | Zemi | Hmar   | Hmar | Nepali | Nepali | Kuki   | Kuki | Karbi/Mikir | Karbi/Mikir | Hindi | Hindi | Assami | Assami | Gesamt  | Gesamt   |
| Jahr                                   | Zahl   | %      | Zahl    | %       | Zahl   | %    | Zahl   | %    | Zahl   | %      | Zahl   | %    | Zahl        | %           | Zahl  | %     | Zahl   | %      | Zahl    | %        |
| -------------------------------------- | ------ | ------ | ------- | ------- | ------ | ---- | ------ | ---- | ------ | ------ | ------ | ---- | ----------- | ----------- | ----- | ----- | ------ | ------ | ------- | -------- |
| 2011                                   | 76.492 | 35,73  | 25.171  | 11,76   | 20.657 | 9,65 | 16.375 | 7,65 | 13.615 | 6,36   | 10.902 | 5,09 | 9.542       | 4,46        | 6.713 | 3,14  | 4.014  | 1,87   | 214.102 | 100,00 % |
| Quelle: Ergebnis der Volkszählung 2011 |        |        |         |         |        |      |        |      |        |        |        |      |             |             |       |       |        |        |         |          |

### Bevölkerung des Distrikts nach Bekenntnissen
Heute ist eine Mehrheit der Bevölkerung hinduistisch. Denn zugewanderte Hindi sowie die Mehrheit der Bengali und Dimasa sind Hindus. Die Hindus sind in drei der vier Zillas – Haflong, Maibong und Umrangso – in der Mehrheit. Im Zilla Maibong gibt es fast nur Hindus, im Zilla Umrangso sind mit 74,69 Prozent der Bevölkerung drei von vier Bewohnern Hindus. Im Zilla Haflong ist eine knappe Mehrheit der Einwohnerschaft hinduistisch. Dagegen sind die Hindus im Zilla Mahur mit 31,49 Prozent gegenüber den Christen in der Minderheit. Denn die dort lebenden tibetobirmanischen Volksgruppen sind mehrheitlich Christen. Die Christen haben Anteile zwischen 4,29 Prozent der Bevölkerung im Zilla Maibong und 63,29 Prozent der Bevölkerung im Zilla Mahur. Andere Religionsgemeinschaften sind nur schwach vertreten und meistens Zugewanderte aus anderen Regionen Indiens. Die genaue religiöse Zusammensetzung der Bevölkerung zeigt folgende Tabelle:
| Jahr                                   | Buddhisten | Buddhisten | Christen | Christen | Hindus  | Hindus | Jainas | Jainas | Muslime | Muslime | Sikhs | Sikhs | Andere | Andere | keine Angaben | keine Angaben | Gesamt  | Gesamt   |
| Jahr                                   | Zahl       | %          | Zahl     | %        | Zahl    | %      | Zahl   | %      | Zahl    | %       | Zahl  | %     | Zahl   | %      | Zahl          | %             | Zahl    | %        |
| -------------------------------------- | ---------- | ---------- | -------- | -------- | ------- | ------ | ------ | ------ | ------- | ------- | ----- | ----- | ------ | ------ | ------------- | ------------- | ------- | -------- |
| 2011                                   | 680        | 0,32       | 63.310   | 29,57    | 143.593 | 67,07  | 70     | 0,03   | 4.358   | 2,04    | 207   | 0,10  | 1.170  | 0,55   | 714           | 0,33          | 214.102 | 100,00 % |
| Quelle: Ergebnis der Volkszählung 2011 |            |            |          |          |         |        |        |        |         |         |       |       |        |        |               |               |         |          |

## Bildung
Dank bedeutender Anstrengungen ist die Alphabetisierung in den letzten Jahrzehnten stark gestiegen. Im städtischen Bereich können über 92 Prozent lesen und schreiben. Auf dem Land sind es dagegen nur rund 71 Prozent. Typisch für indische Verhältnisse sind die starken Unterschiede zwischen den Geschlechtern und der Stadt-/Landbevölkerung.
| Alphabetisierung im Distrikt Dima Hasao |                   |                   |
| Einheit                                 | Volkszählung 2011 | Volkszählung 2011 |
| Einheit                                 | Anzahl            | Anteil            |
| GESAMT                                  | 140.873           | 77,54 %           |
| Männer                                  | 78.559            | 83,29 %           |
| Frauen                                  | 62.314            | 71,33 %           |
| STADT GESAMT                            | 50.864            | 92,24 %           |
| Stadt-Männer                            | 27.901            | 95,37 %           |
| Stadt-Frauen                            | 22.963            | 88,70 %           |
| LAND GESAMT                             | 90.009            | 71,13 %           |
| Land-Männer                             | 50.658            | 77,85 %           |
| Land-Frauen                             | 39.351            | 64,01 %           |
| Quelle: Ergebnis der Volkszählung 2011  |                   |                   |

## Politik und Verwaltung
Nach dem sechsten Anhang zur indischen Verfassung, der besondere Bestimmungen für die Stammesgebiete in den indischen Nordostbundesstaaten vorsieht, besitzt Dima Hasao einen Autonomiestatus. 1952 wurde der North Cachar Hills District Council als kommunales Selbstverwaltungsorgan am eingerichtet. Von den 16 Mitgliedern werden 12 gewählt und vier von der Regierung ernannt. In den Stammesgebieten gibt es keinen privaten Landbesitz. Weiterhin besteht ein beratendes Komitee, das für die Entwicklung der Stammesgebiete zuständig ist.
Obwohl die Förderung der Stammesbevölkerung als für indische Verhältnisse vorbildlich gilt, haben sich – wohl von ähnlichen Gruppen in den benachbarten Bundesstaaten inspiriert – in den letzten zwanzig Jahren einige kleinere Autonomiebewegungen gebildet, wobei bei einigen der Übergang zum Banditentum fließend zu sein scheint (vgl. Separatistische Organisationen im Nordosten Indiens). Die Karbi Longri North Cachar Hills Liberation Front (KLNLF), die sich 2004 von der seit 2000 bestehenden United Peoples Democratic Solidarity (UPDS) abspaltete, ist eine der aktivsten Gruppen. Die Dima Halam Daoga (DHD), mit mehreren Fraktionen und ihre radikalere Abspaltung Black Widow (BW) haben im September 2009 endgültig ihre Waffen abgegeben.
Der Distrikt war bei der letzten Volkszählung 2011 in vier Zillas (Kreise) aufgeteilt.
| Bevölkerung in den Zillas |         |         |        |         |         |         |          |          |
|                           | Haflong | Haflong | Mahur  | Mahur   | Maibong | Maibong | Umrangso | Umrangso |
| Anzahl                    | Anteil  | Anzahl  | Anteil | Anzahl  | Anteil  | Anzahl  | Anteil   |          |
| GESAMT                    | 76.721  | 100 %   | 33.859 | 100 %   | 53.570  | 100 %   | 49.952   | 100 %    |
| Männer                    | 39.764  | 51,83 % | 17.305 | 51,11 % | 27.564  | 51,45 % | 26.169   | 52,39 %  |
| Frauen                    | 36.957  | 48,17 % | 16.554 | 48,89 % | 26.006  | 48,55 % | 23.783   | 47,61 %  |
| Stadt                     | 43.756  | 57,03 % | 2.121  | 6,26 %  | 6.236   | 11,64 % | 10.376   | 20,77 %  |
| Land                      | 32.965  | 42,97 % | 31.738 | 93,74 % | 47.334  | 88,36 % | 39.576   | 79,23 %  |

## Wirtschaft und Infrastruktur
Durch seine schwer zugängliche Lage in den Bergen ist der Distrikt Dima Hasao wirtschaftlich unterentwickelt. Der wichtigste Erwerbszweig ist die Landwirtschaft, die nach der Volkszählung 2001 54 Prozent der erwerbstätigen Bevölkerung beschäftigt. Die Stammesvölker in den Bergen betreiben vielfach noch Brandrodung. Hauptfrucht ist Trockenreis, von dem jedoch in der gebirgigen ertragsarmen Landschaft nicht genug angebaut werden kann. Zusätzliche wichtige Feldfrüchte sind Kürbis, Chili, Rizinus, Ingwer, Hirse und Mais. Gesät wird im April/Mai, Haupterntezeit ist Ende November. Bewaldet waren 1982 von 489.000 verfügbaren Hektar 63.000. Der Großteil des Distrikts ist Brache mit 405.000 Hektar. 4800 Hektar werden bewässert, jedoch wird nur auf 1000 mehr als eine Ernte eingefahren. In 205 Dörfern wird Serikultur getrieben. Bergbau und Industrie spielen eine geringere Rolle. Bei Garampani wird Kalkstein abgebaut, der von vier Zementfabriken im Distrikt verwertet wird.
Die wichtigste Verkehrsverbindung durch den Distrikt Dima Hasao ist der National Highway 54, der von Tuipang in Mizoram über Aizawl und Silchar kommend in Nord-Süd-Richtung durch die Barail-Berge führt und bei Dabaka in den National Highway 35 in Richtung Guwahati mündet. Durch eine Meterspurstrecke von Silchar nach Lumding ist der Distrikt auch an das Eisenbahnnetz angeschlossen.